# Loci communes
Onder Loci communes (Latijn voor gewone plaatsen, hier bedoeld als algemene grondbeginselen) verstaat men een systematische samenvatting van de geloofsleer.
Deze benaming is afgeleid van de naam van het boek uit 1521 waarin de Duitse reformator Philipp Melanchthon de Lutherse geloofsleer samenvatte.